# Nesomyidae
De Nesomyidae is een familie van knaagdieren uit Afrika. De familie is in 2005 door Steppan en medewerkers van de andere muisachtigen afgesplitst. Deze clade is door genetisch onderzoek gevonden. Veel van deze dieren zijn eens tot andere families van de Muroidea gerekend. Een aantal geslachten uit de Boommuizen is naar de Muridae verplaatst.

## Taxonomie
De familie omvat de volgende geslachten:
- Onderfamilie Hamsterratten (Cricetomyinae)
  - Beamys
  - Cricetomys
  - Saccostomus
- Onderfamilie Mystromyinae
  - Witstaarthamster (Mystromys)
  - Proodontomys †
- Onderfamilie Nesomyinae
  - Brachytarsomys
  - Brachyuromys
  - Eliurus
  - Gymnuromys
  - Hypogeomys
  - Macrotarsomys
  - Monticolomys
  - Nesomys
  - Voalavo
- Onderfamilie Petromyscinae
  - Petromyscus
- Onderfamilie Delanymyinae
  - Delanymys
  - Stenodontomys †
- Onderfamilie Boommuizen (Dendromurinae)
  - Dendromus
  - Dendroprionomys
  - Malacothrix
  - Megadendromus
  - Poemys
  - Prionomys
  - Senoussimys †
  - Steatomys
  - Ternania †